# Xenosaurus mendozai
Espèce
Xenosaurus mendozai est une espèce de sauriens de la famille des Xenosauridae.

## Répartition
Cette espèce est endémique du Nord-Est de l'État du Querétaro au Mexique.

## Description et comportement
C'est une espèce diurne qui atteint environ 18 cm.

## Étymologie
Cette espèce est nommée en l'honneur de Fernando Mendoza-Quijano pour sa contribution à la connaissance de la faune herpétologique du Mexique.

## Publication originale
- Nieto-Montes de Oca, García-Vázquez, Zúñiga-Vega & Schmidt-Bal, 2013 : A new species of Xenosaurus (Squamata: Xenosauridae) from the Sierra Gorda Biosphere Reserve of Querétaro, Mexico. Revista Mexicana de Biodiversidad, vol. 84, p. 485-498.